# マルガレーテ・フォン・バイエルン (1456-1501)
マルガレーテ・フォン・バイエルン（ドイツ語：Margarete von Bayern, 1456年11月7日 - 1501年2月25日）は、プファルツ選帝侯フィリップの妃。

## 生涯
マルガレーテは下バイエルン＝ランツフート公ルートヴィヒ9世とアマリア・フォン・ザクセン（ザクセン選帝侯フリードリヒ2世の娘）の間の娘である。
1474年にアンベルクで後にプファルツ選帝侯となるフィリップと結婚した。結婚式には14名の諸侯を含む千人以上が参列し、11万リットル以上のワインや1万羽の鶏を含む膨大な量の食事が消費された。
結婚から2年後の1476年にフィリップはプファルツ選帝侯となった。1482年、マルガレーテはペストから逃れるためハイデルベルクからヴィンツィンゲン城に移り、そこでフリードリヒ2世を産んだ。
マルガレーテは1501年に死去し、ハイデルベルクの聖霊教会に埋葬された。
マルガレーテのおかげで、フィリップはマルガレーテの兄ゲオルクとも良好な関係で、1499年に両者の子供が結婚した。この結婚以降、バイエルン＝ランツフート公家とプファルツ選帝侯家の政治的および軍事的協力関係が続いた。ゲオルクには男子継承者がなく、最終的に遺言でマルガレーテの息子で婿でもあったループレヒトを後継者に指名した。

## 子女
- ルートヴィヒ5世（1478年 - 1544年） - プファルツ選帝侯（1508年 - 1544年）
- フィリップ（1480年 - 1541年） - フライジンク司教、ナウムブルク司教
- ループレヒト（1481年 - 1504年） - フライジンク司教、バイエルン＝ランツフート公ゲオルクの娘エリーザベトと結婚、プファルツ選帝侯オットー・ハインリヒの父。
- フリードリヒ2世（1482年 - 1556年） - プファルツ選帝侯（1544年 - 1556年）
- エリーザベト（1483年 - 1522年） - ヘッセン方伯ヴィルヘルム3世と結婚、バーデン＝ドゥルラハ辺境伯フィリップ1世と再婚
- ゲオルク（1486年 - 1529年） - シュパイアー司教
- ハインリヒ（1487年 - 1552年） - ユトレヒト司教、フライジンク司教、ヴォルムス司教
- ヨハン（1488年 - 1538年） - レーゲンスブルク司教
- アマリエ（1490年 - 1534年） - ポメラニア公ゲオルク1世と結婚
- バルバラ（1491年 - 1505年）
- ヘレネ（1493年 - 1524年） - メクレンブルク公ハインリヒ5世と結婚
- ヴォルフガング（1494年 - 1558年） - ノイマルクト宮中伯
- オットー・ハインリヒ（1496年）
- カタリーナ（1499年 - 1526年） - ノイブルク修道院（英語版）の女子修道院長